# Bactro
Bactro ou Balque (em persa: بلخ; romaniz.: Balkh) é uma cidade do Afeganistão localizada na província de Bactro. Está situada a cerca de 20 quilômetros noroeste de Mazar e Xarife e 74 quilômetros sul do rio Amu Dária.